# Кендала (Шалкарський район)
Кендала́ (каз. Кеңдала) — село у складі Шалкарського району Актюбінської області Казахстану. Входить до складу Тогизького сільського округу.
Населення — 102 особи (2021; 120 у 2009, 89 у 1999, 102 у 1989).